# Paraíso Express
Paraíso Express és el nom del novè àlbum d'estudi gravat pel cantautor espanyol Alejandro Sanz. Va ser llançat al mercat pel segell discogràfic WEA Llatina el 10 de novembre de 2009, i és el seu últim àlbum per a aquest segell discogràfic. Aquest àlbum és produït pel cantautor porto-riqueny Tommy Torres i compta amb 10 cançons.

## Promoció
Alejandro Sanz va realitzar una sèrie d'espectacles a Espanya a manera de presentació del disc. També va viatjar a l'Argentina per a donar una roda de premsa. A mitjan novembre Alejandro va confirmar una nova gira per a promocionar el disc anomenada Paraíso Tour, que el va portar a recórrer Llatinoamèrica, Espanya i USA, acabant el dissabte 20 de novembre de 2010 a Caracas, Veneçuela.

## Premis i nominacions
Paraíso Express va rebre una nominació per al Grammy llatí a l'àlbum de l'any i va guanyar per al Millor Àlbum Pop Vocal Masculí en l'11è lliurament dels Premis Grammy Llatins el dijous 11 de novembre de 2010 i l'àlbum també va guanyar el Grammy al Millor Àlbum Pop Llatí en el 53è lliurament dels Premis Grammy el diumenge 13 de febrer de 2011.

## Llista de cançons
Totes les cançons foren escrites i compostes per Alejandro Sanz. 
| Núm.          | Títol                                    | Composició                   | Productor(s)  | Durada |
| ------------- | ---------------------------------------- | ---------------------------- | ------------- | ------ |
| 1.            | «Mi Peter Punk»                          | Alejandro Sanz               | Tommy Torres  | 3:45   |
| 2.            | «Desde cuándo»                           | Alejandro Sanz               | Tommy Torres  | 3:55   |
| 3.            | «Looking for Paradise» (amb Alicia Keys) | Alejandro Sanz · Alicia Keys | Tommy Torres  | 4:34   |
| 4.            | «Yo hice llorar hasta a los ángeles»     | Alejandro Sanz               | Tommy Torres  | 4:10   |
| 5.            | «Sin que se note»                        | Alejandro Sanz               | Tommy Torres  | 4:26   |
| 6.            | «Lola soledad»                           | Alejandro Sanz               | Tommy Torres  | 3:33   |
| 7.            | «Pero esta tarde no te vas»              | Alejandro Sanz               | Tommy Torres  | 4:22   |
| 8.            | «Mala»                                   | Alejandro Sanz               | Tommy Torres  | 4:16   |
| 9.            | «Tú no tienes la culpa»                  | Alejandro Sanz               | Tommy Torres  | 4:39   |
| 10.           | «Nuestro amor será leyenda»              | Alejandro Sanz               | Tommy Torres  | 4:38   |
| Durada total: | Durada total:                            | Durada total:                | Durada total: | 42:17  |

Versió CD (amb Bonus tracks) adjunt a la reedició en vinil.
| N.º | Títol                                     | Escriptor(s)   | Productor(s) | Duració |
| --- | ----------------------------------------- | -------------- | ------------ | ------- |
| 11. | «Desde cuándo» (Acústic)                  | Alejandro Sanz | Tommy Torres | 3:50    |
| 12. | «Tú no tienes la culpa» (Acústic)         | Alejandro Sanz | Tommy Torres | 4:16    |
| 13. | «Yo hice llorar hasta los ángeles» (Live) | Alejandro Sanz | Tommy Torres | 4:18    |

## Posició en llistes
| Llista (2009)               | Millor Posició |
| --------------------------- | -------------- |
| México Albums Chart         | 1              |
| Colòmbia                    | 1              |
| Espanya                     | 1              |
| U.S. Billboard 200          | 17             |
| U.S. Billboard Latin Albums | 1              |